# Diseño electrónico

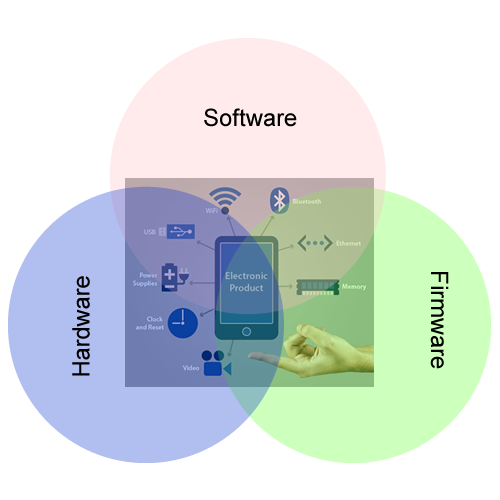
Diagrama general de diseño electrónico

Diseño electrónico es el arte de crear, transformar o resolver un problema, dentro del campo de la electrónica. El Diseño Electrónico estimula el funcionamiento, la creatividad e ingenio del diseñador electrónico. El Diseño y Desarrollo Electrónico involucra tres ramas fundamentales de la tecnología: el hardware (todo lo que tiene que ver con tarjetas electrónicas, circuitos impresos o PCB, componentes electrónicos y accesorios), el firmware (son las instrucciones o programas de muy bajo nivel que por lo general están en los microprocesadores, microcontroladores o sistemas embebidos a los que el usuario común no puede acceder ni alterar), y el software (programas residentes en dispositivos tales como computadoras, teléfonos inteligentes, tabletas, etc.).
En el diseño electrónico, a grandes rasgos; el hardware cumple funciones tales como obedecer las órdenes del firmware, censar, monitorear y almacenar información, transmitir las señales eléctricas para las comunicaciones con otros dispositivos, etc.; el firmware se encarga de obedecer las órdenes del software, tomar decisiones de prioridad de acuerdo a las jerarquías que se hayan programado para dar órdenes al hardware, enviar la información censada por el hardware al software de manera que éste la pueda reconocer e interpretar del mismo modo, también se encarga de llevar/traducir las órdenes del software al hardware, etc.; y el software es el que muestra la interfaz de usuario, lleva a cabo las tareas de procesamiento macro como por ejemplo analizar la información y tomar decisiones, controlar procesos, actualizar protocolos, etc. Por lo general el software se encuentra instalado en computadoras o servidores o sistemas compatibles que incluso tienen acceso a Internet para enviar información o actualizar a los usuarios.
Dependiendo del producto, muchos dispositivos electrónicos pueden constar solamente de hardware o hardware y firmware únicamente. Es factible también encontrar diseños electrónicos donde el firmware es el encargado de la interfaz de usuario.  Un PLC, por ejemplo es un dispositivo electrónico que consta de hardware y firmware, muchos PLCs poseen una pantalla para interactuar con un usuario o tienen el puerto/conexión para ser conectados a una pantalla u otros periféricos. En cambio, un teléfono móvil inteligente o smartphone consta de hardware (su tarjeta electrónica, sus periféricos como pantalla touch, batería, jack de audio, conector USB, etc.), firmware (procesadores de arquitectura tipo ARM) y software (p. ej. Android, iOS, etc.).
Los diseñadores electrónicos son los creadores y productores de la tecnología moderna: son en gran parte los responsables por muchos productos que amamos y usamos a diario como teléfonos inteligentes, computadoras, reproductores de audio, etc. Las decisiones tomadas por los equipos de diseño electrónico afectan nuestra vida diaria, desde las características que un nuevo producto tendrá, cuánto costará, hasta cuánto tiempo tendrá de vida útil o vida en el mercado.
Si bien en la mayoría de casos un solo diseñador electrónico no es suficiente para crear un nuevo producto, se conforman equipos de diseño electrónico, donde algunos de ellos están especializados entre otras en estas áreas: electrónica analógica, electrónica digital, diseño de componentes electrónicos, ingeniería de componentes, diseño de circuitos impresos PCB, comunicaciones (alámbricas e inalámbricas), diseño en sistemas embebidos, ensamble electrónico, desarrollo de software, diseño industrial, etc.
A menudo, cuando se diseña un producto por completo, éste no sólo concierne a los diseñadores electrónicos, sino que éstos tienen que tratar también con diseñadores industriales, diseñadores mecánicos, diseñadores gráficos, ingenieros de software y web, ingenieros eléctricos, físicos, químicos, etc. dependiendo de la naturaleza del producto.
Un diseñador electrónico debe poseer conocimientos en estas áreas, que a su vez son parte de las anteriormente mencionadas y de las tres grandes áreas del diseño electrónico Hardware, Firmware y Software: manejo de herramientas CAD/CAM, simuladores; protocolos de comunicaciones ( USB, RS232, RS485, RS422, Bluetooth, Wifi, MiWi, RF convencional, ZigBee/XBee, GSM, GPS, BacNet, HART, etc.); configuración y programación de sistemas embebidos de arquitecturas de 8, 16 y 32 bits; desarrollos de aplicaciones en lenguajes de programación como: C, C++ o C#, Java, Python, PHP y Android entre los más relevantes. Además, un diseñador electrónico debe estar al tanto de los estándares de la industria electrónica, como por ejemplo IPC en la fabricación de PCB o las nuevas versiones de los protocolos de comunicaciones.

## Ciclos de Diseño Electrónico
Los ciclos de creación en el diseño electrónico van desde la idea inicial hasta la producción final en línea. Algunos de los ciclos más importantes son: requerimientos iniciales, desarrollo de prototipos (ciclo que puede ser iterativo hasta que se obtenga un prototipo aprobado), ciclos de test, certificación y producción final.